# Buteanu
Vânătoarea lui Buteanu nebo také Vârful Vânătoarea lui Buteanu hora v rumunském pohoří Fagaraš (rumunsky: Munții Făgărașului). Její vrchol leží v nadmořské výšce 2507 m a patří tak mezi nejvyšší hory tohoto pohoří. Je přístupná ze sedla Saua Caprei. V její blízkosti se nachází jezera Capra a Bâlea.